# Маком (Мисисипи)
Маком (енгл. McComb) град је у америчкој савезној држави Мисисипи.

## Демографија
По попису из 2010. године број становника је 12.790, што је 547 (-4,1%) становника мање него 2000. године.
| Група             | 2000.         | 2010.         |
| Белци             | 5.323 (39,9%) | 3.941 (30,8%) |
| Афроамериканци    | 7.789 (58,4%) | 8.479 (66,3%) |
| Азијати           | 66 (0,5%)     | 116 (0,9%)    |
| Хиспаноамериканци | 113 (0,8%)    | 180 (1,4%)    |
| Укупно            | 13.337        | 12.790        |